# Monastère de Petrákis
Le monastère de Petrákis (en grec moderne : Μονή Πετράκη / Moní Petráki), également connu sous le nom de monastère des Asomates Taxiarques (Μονή Ασωμάτων Ταξιαρχών), est un édifice byzantin situé dans le quartier athénien de Kolonáki. L'institution, qui remonte vraisemblablement au Xe siècle, est depuis sa refondation en 1673 un acteur spirituel, foncier et social majeur en Grèce. À l'arrière du monastère figurent les locaux du Saint-Synode de l'Église de Grèce.

## Histoire

### Une existence quasi continue depuis leXesiècle
À l'emplacement du monastère de Petrákis figurait potentiellement dans l'Antiquité le Cynosarge, gymnase et sanctuaire dédié à Héraclès.
La datation du monastère originel et de son catholicon ne font pas consensus. Une première communauté fut probablement fondée dans la première moitié du Xe siècle,, ou bien, selon l'archéologue grec Anastásios Orlándos au XIIIe ou XIVe siècle. Selon la plupart des spécialistes, une rénovation du catholicon est hautement probable, toujours durant la période méso-byzantine (el) (843–1204), vraisemblablement au XIIe siècle. Le bêma, le narthex et les parties sommitales de l'édifice furent ainsi reconstruits. À une époque inconnue, entre le XIIe et le XVe siècle, l'institution fut rattachée au monastère des confesseurs, duquel l'église principale (el) subsiste dans la rue Tsócha.
Le monastère connut une période d'abandon à partir de 1500. Il est au début du XVIIe siècle désigné comme le « monastère de Koukoupoúlis », du nom d'une importante famille athénienne, et constitue un métochion du monastère de Karéa (de).
En 1673, le lieu bénéficia d'une rénovation d'ampleur par Parthénios Petrákis (né Pétros Papastamátis (el)), hiéromoine et médecin de Dimitsána. Les higoumènes qui lui succédèrent, également membres de la famille Petrákis, eurent à cœur de poursuivre les travaux, notamment en 1716. Le monastère fut attesté en 1777 en tant qu'établissement stavropégique, possédant parmi ses dépendances les monastères de Karéa et des confesseurs, ses anciennes maisons-mères,. Un mur d'enceinte fut érigé en 1798.
Au cours de la guerre d'indépendance grecque et dans les décennies qui suivirent, l'institution joua un rôle social important de soutien à la population et d'instruction publique,. En 1834, année où Athènes fut choisie comme capitale de la Grèce, un projet de transformation en hôpital militaire fut évoqué,. L'ensemble monastique fut finalement aménagé en caserne et dépôt de poudre jusqu'en 1858. Des travaux d'agrandissement et de modernisation du catholicon, qui dénaturèrent l'architecture byzantine originelle, furent également conduits.

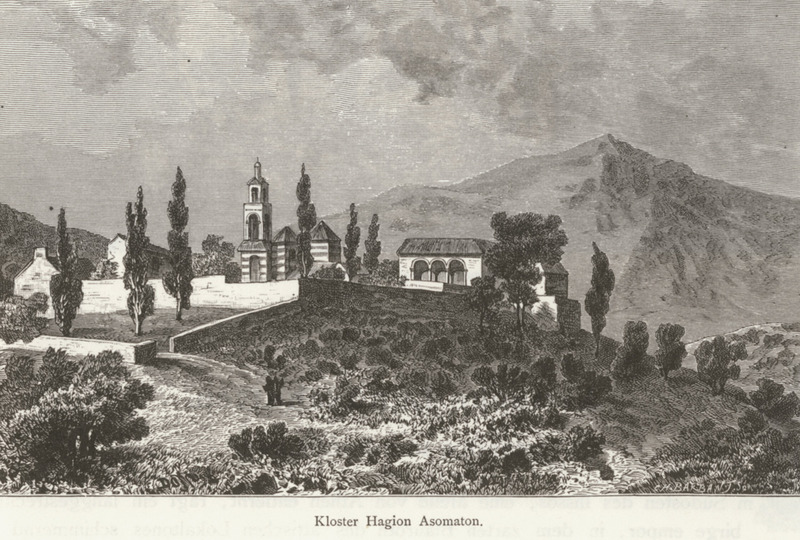
Dessin du monastère en 1887 par Amand von Schweiger-Lerchenfeld.

Au tournant du XXe siècle, une partie du monastère accueillit gratuitement les activités de l'Institut archéologique russe de Constantinople (en),. Les cellules accueillirent des réfugiés d'Anatolie pendant trois ans à la suite des échanges de biens et de populations entre la Grèce et la Turquie, conséquences du traité de Lausanne en 1923. Le lieu servit également de stockage d'artefacts archéologiques, notamment de la stèle de Mnèsagora et Nikocharès, aujourd'hui exposée au Musée national archéologique d'Athènes, qui y resta jusqu'en 1927 et de la stèle de Xanthippos actuellement au British Museum,. En outre, un linteau en marbre du XIe siècle orné d'une croix centrale, de motifs végétaux et provenant du réfectoire sud, est actuellement exposé au Musée byzantin et chrétien d'Athènes. Plusieurs antiquités sont encore aujourd'hui exposées dans la cour du monastère.
D'importants travaux de restauration de l'architecture originelle d'époque byzantine furent menés dans les années 1960. Les fresques furent notamment reprises et les ajouts modernes du milieu du XIXe siècle retirés. En 1970, le catholicon fut élevé au rang de chapelle synodale, le siège du Saint-Synode de l'Église de Grèce étant situé dans la continuité orientale du monastère.

### Un propriétaire foncier historique
Lors de la période ottomane, notamment entre le milieu du XVIIe siècle et le milieu du siècle suivant, le monastère de Petrákis fut l'une des plus riches institutions monastiques d'Attique et de toute la Grèce,. Il acquit à cette époque une quantité considérable de terrains dans la région d'Athènes par le biais d'achats aux fidèles soucieux du salut de leur âme. La congrégation tirait également privilèges et richesses de la fourniture de miel et d'olives à la famille impériale ottomane. À la fin du XVIIIe siècle, l'abbé Dionýsios Petrákis (en) se rendit à Constantinople à la tête d'une délégation secrète, avec Níkos Zitounákis et trois autres, afin de libérer le monastère des impositions du voïvode d'Athènes Hadji Ali Haseki,. Ayant obtenu gain de cause en 1795-1796, l'institution fut incluse dans un vakıf, rattachée à un imaret de Constantinople et placée sous la protection de la sultane validé Mihrişah (en).
L'acquisition de terres continua lors des premiers temps du jeune État grec, lorsqu'à la suite de l'assassinat de Ioánnis Kapodístrias, l'institution se positionna sur d'anciennes propriétés ottomanes vendues par le gouvernement provisoire. Propriétaire terrien majeur autour du centre historique d'Athènes, les dons et transferts de propriétés permirent l'extension de la ville à travers la construction de bâtiments publics sous le règne du roi Georges Ier,. Sur des terrains appartenant au monastère de Petrákis furent notamment érigés l'université d'Athènes, le Musée byzantin et chrétien, l'hôpital Evangelismós,,, l'hôpital Alexándra (en), l'hôpital pour enfants de Goudí (el), l'école américaine d'études classiques, et la bibliothèque Gennádios, ainsi que la British School at Athens,.
L'expropriation des propriétés monastiques par le pouvoir politique connut son paroxysme durant la dictature de Theódoros Pángalos. Ce dernier exigea la nationalisation de tout le patrimoine foncier du monastère de Petrákis pour des motifs de défense nationale. Bien que les titres de propriété furent rendus à l'Église de Grèce à la chute du régime, la transformation des usages et les nombreuses irrégularités compliquèrent durablement la gestion du patrimoine monastique. Plus récemment, l'important patrimoine foncier du monastère fit l'objet d'un contentieux avec l'État grec traduit devant la Cour européenne des droits de l'homme dans les années 1990.

## Architecture
Initialement, le catholicon du monastère est une église à croix inscrite proche du style constantinopolitain, avec un bêma et un narthex réduits. Cependant, nombreuses furent les modifications architecturales apportées au XIIe siècle. La maçonnerie des parties hautes en appareil cloisonné, les volumes des espaces intérieurs et l'emplacement des ouvertures témoignent dès lors d'un style provincial commun dans le sud de la Grèce à l'époque.
Le naos originel, dont la coupole repose sur quatre colonnes corinthiennes, mesure 9,5 × 10 mètres. Au XVe siècle, l'étroit narthex byzantin fut reconstruit avec des dimensions supérieures et un haut dôme reposant sur un tambour. Un exonarthex compléta l'extension en 1804. La cour du monastère comporte une fontaine, un sarcophage byzantin, divers vestiges architecturaux ainsi que la tombe de l'érudit Konstantínos Ikonómos (de). Les cellules des moines et les parties communes sont situées sur les côtés nord et sud.
L'intérieur du catholicon présente une riche décoration sculptée, en particulier des corniches en marbre à la base des voûtes. Les fresques du naos furent réalisées par Geórgios Márkou en 1719,.

## Galerie

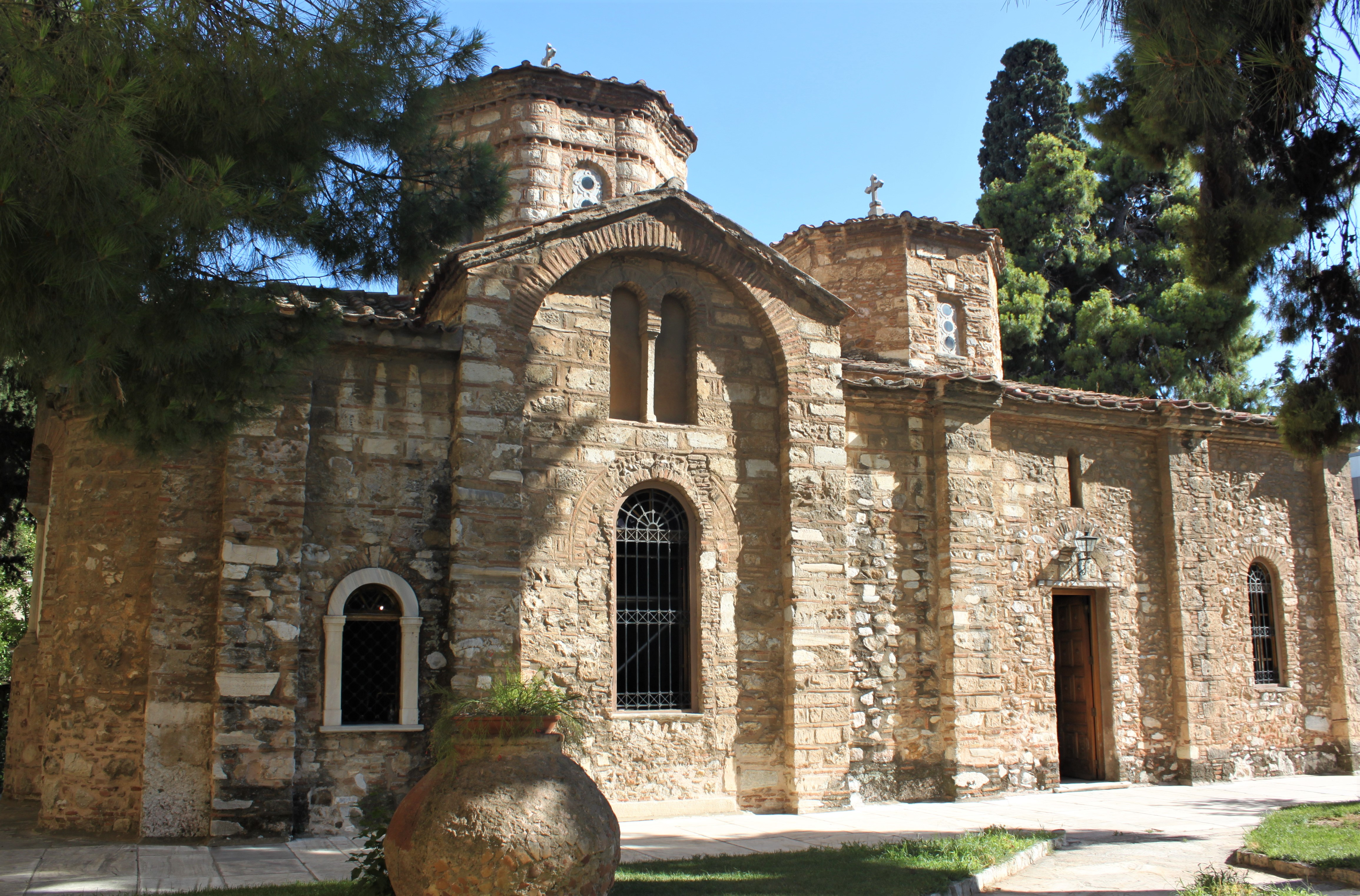
Façade nord du catholicon.
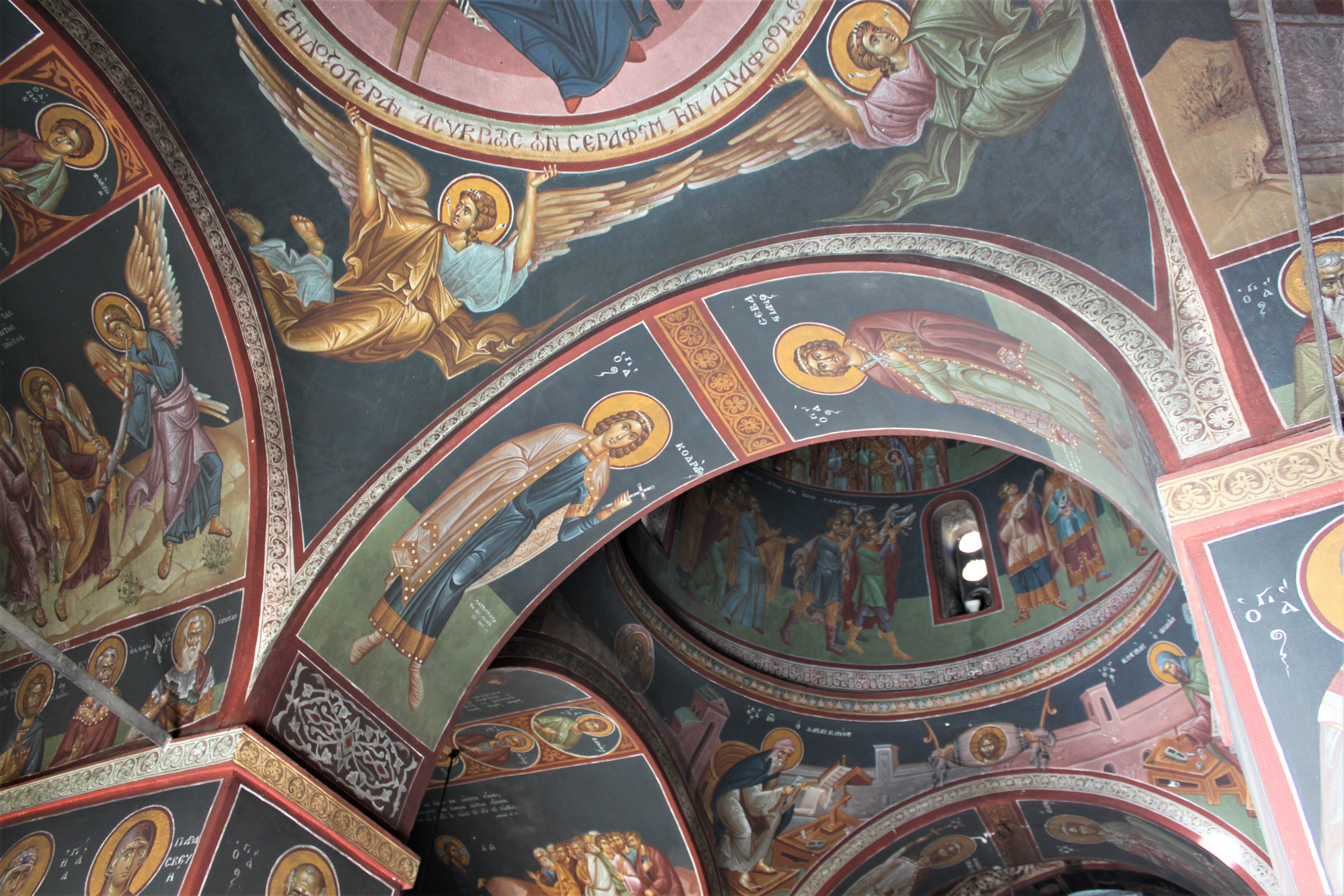
Fresques de l'exonarthex.
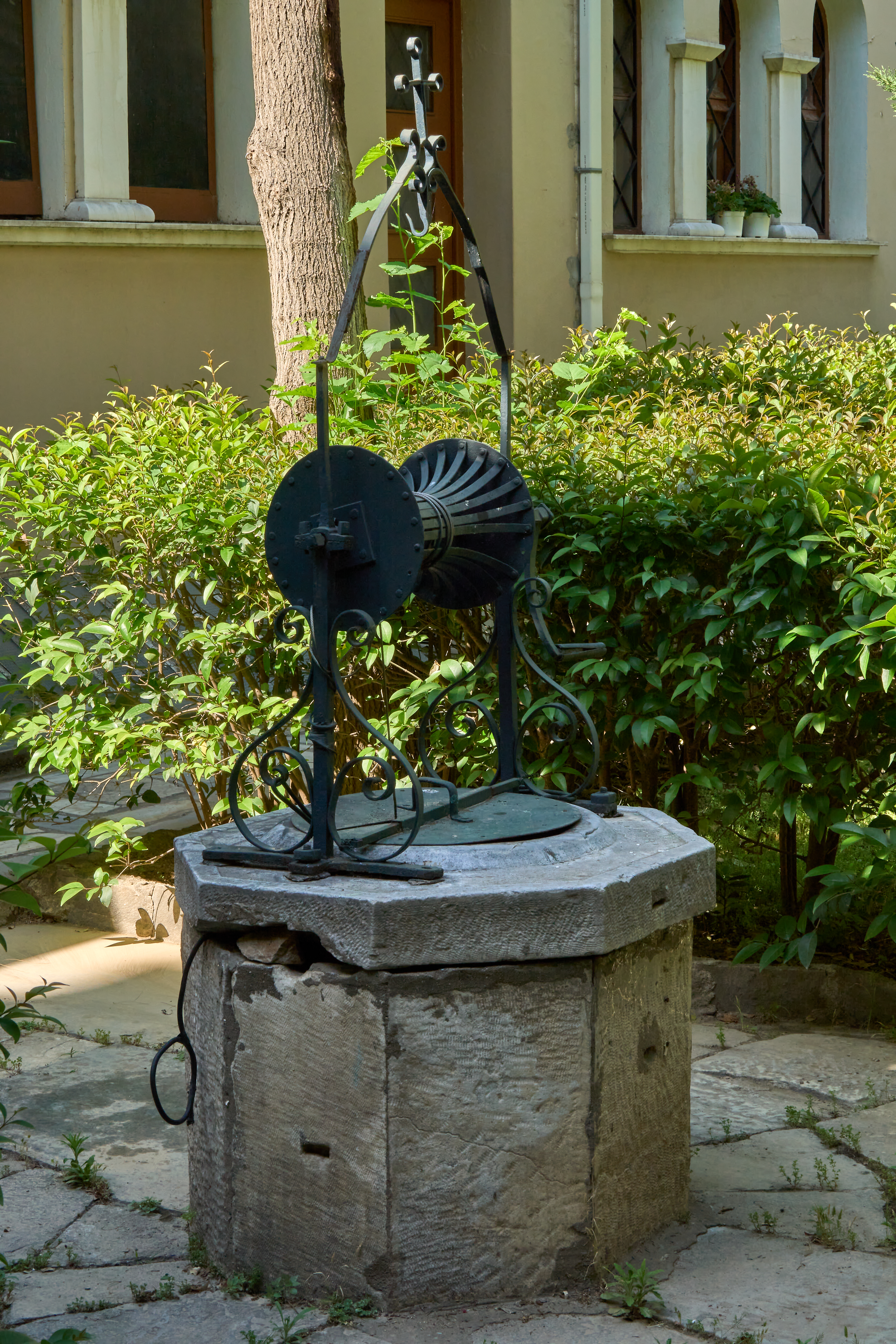
Puits dans la cour du monastère.
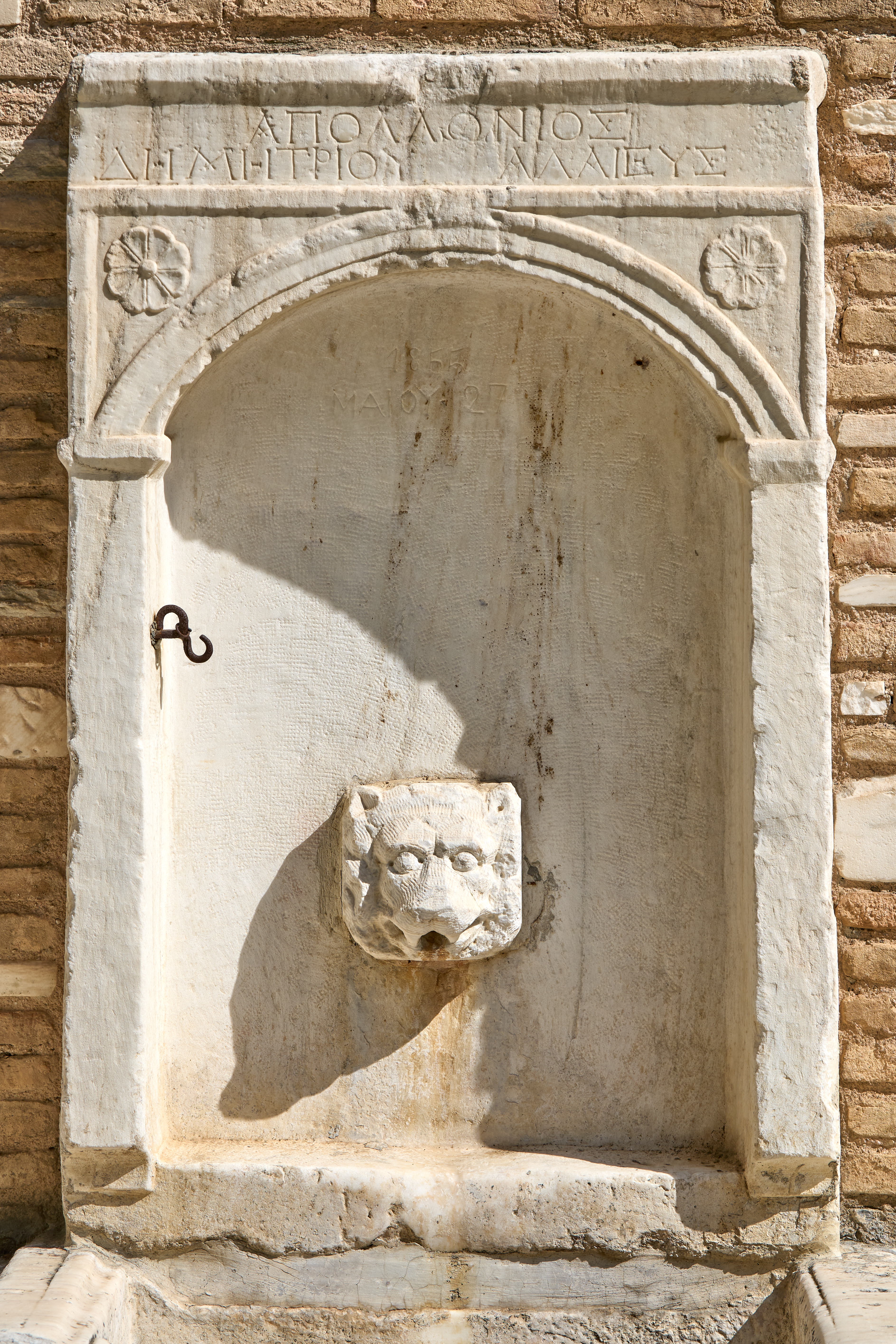
Fontaine dans la cour du monastère.
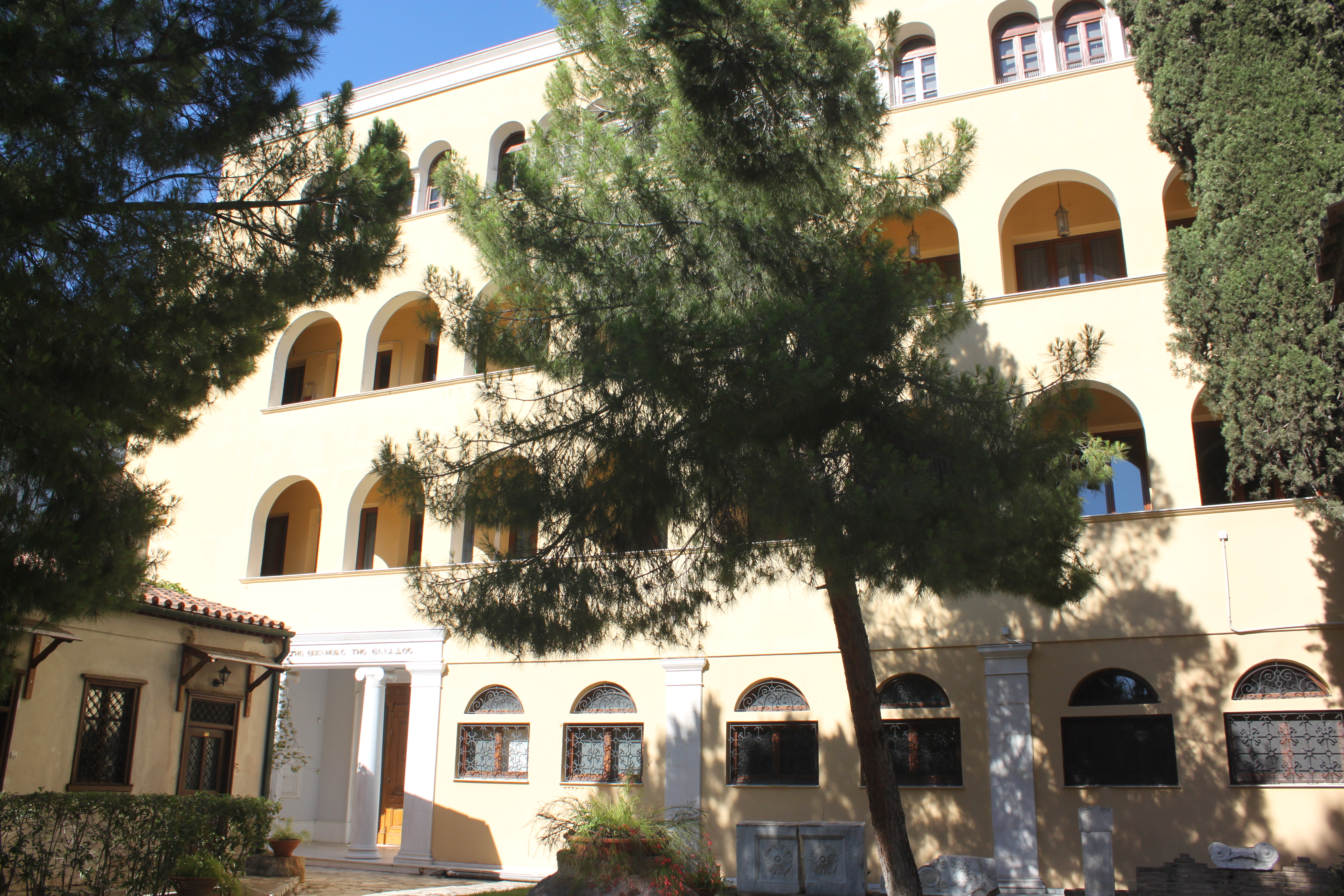
Bureaux du Saint-Synode de l'Église de Grèce.